# Јован Козма
Јован Козма  (XVII век) био је српски сликар и иконописац

## Биографија
Карактеристике Јовановог сликарства први пут су испољене на фрескама из 1619/1620. у Цркви Светог Николе у Градишту код Петровца, гдје је радио уз попа Страхињу. Већ 1625/1626. Јован је довршио је осликавање припрате Цркве Успења Богородице у Манастиру Пива.
Јован Козма се потписао на великој икони Светог Саве и Симеона Немање из 1645. у манастиру Морача. Његов потпис је некад читан као "Козма" а некад као "Јован".  Као Јован потписао се на иконама Свете Петке из 1632. на Хиландару и Патријарха Пајсија из 1663. у Равени.
На основу стилске анализе и поређења приписане су му и три иконе (Богородица са пророцима, Христ са апостолима и Свети Јован са житијем) са иконостаса манастира Никољац код Бијелог Поља настале 1627/1628. Приписана му је икона Светог Димитрија у Хиландару (1632), као и фреска са ликом Светог Михаила изнад средњих улазних врата у манастир Хландар (1635).
Јован Козма је 1638/1639 радио три иконе у манастиру Пива: Свети Георгије, Јеромонах Теодор и Успење Богородице. Радио је 1639. фреске у цркви Светог Николе и параклису Светог Стефана (1642) у манастиру Морачи. Радио је три минијатуре 1643. у псалтиру Гаврила Тројичанина.Гаврилов псалтир има три минијатуре: цара Давида, Светог Ђорђа на коњу и српских светитеља Симеона и Саве, рађене на златној позадини.
Јован је своја последња дела радио са својим ђаком Радулом. Претпоставља се, да су они осликали и пећинску Цркву Светог крста у Горњем манастиру Острог 1666/1667.
Сматра се да је Јован био један од најбољих српских сликара из времена турске окупације. Вешто је компоновао сцене, пластично је обликовао ликове, нарочито главе, а колорит му је био смео и жив. Сматра се да се угледао на сликарство Георгија Митрофановића.